# Pipistrellus deserti
Pipistrellus deserti es una especie de murciélago de la familia Vespertilionidae.

## Distribución geográfica
Se encuentra en Argelia, Egipto y Libia, y posiblemente en Burkina Faso, Ghana, Kenia, Nigeria, Senegal, Somalia y Sudán. También en Marruecos, cerca de la frontera con Argelia.

## Hábitat
Su hábitat natural son: zonas rocosas, desiertos áridos y zonas urbanas.